# Котівська сільська рада (Андрушівський район)
Котівська сільська рада — колишня адміністративно-територіальна одиниця та орган місцевого самоврядування в Андрушівському районі Житомирської і Бердичівської округ, Київської та Житомирської областей Української РСР з адміністративним центром у селі Котівка.

## Населені пункти
Сільській раді на час ліквідації були підпорядковані населені пункти:
- с. Котівка

## Населення
Кількість населення ради, станом на 1923 рік, становила 1 885 осіб, кількість дворів — 444.
Відповідно до перепису населення СРСР, станом на 17 грудня 1926 року, чисельність населення ради становила 751 особу, з них, за статтю: чоловіків — 379, жінок — 372; етнічний склад: українців — 618, поляків — 133. Кількість господарств — 151, з них несільського типу — 7.

## Історія та адміністративний устрій
Створена 1923 року в складі сіл Жерделі, Забара та Котівка Андрушівської волості Житомирського повіту Волинської губернії. 7 березня 1923 року увійшла до складу новоствореного Андрушівського району Житомирської округи. 17 грудня 1925 року, відповідно до рішення Бердичівської ОАТК (протокол № 3), с. Забара виділене в Забарську сільську раду Андрушівського району. На 17 грудня 1926 року на обліку в раді числиться лісова сторожка 31 кв. 4.
Станом на 1 вересня 1946 року сільська рада входила до складу Андрушівського району Житомирської області, на обліку в раді перебувало с. Котівка.
Ліквідована 11 серпня 1954 року, відповідно до указу Президії Верховної ради УРСР «Про укрупнення сільських рад по Житомирській області», територію та с. Котівка приєднано до складу Забарської сільської ради Андрушівського району Житомирської області.